# Góra Berlina
Góra Berlina (ang. Mount Berlin) – wulkan położony na Ziemi Marii Byrd na Antarktydzie, o wysokości około 3500 m n.p.m.

## Charakterystyka

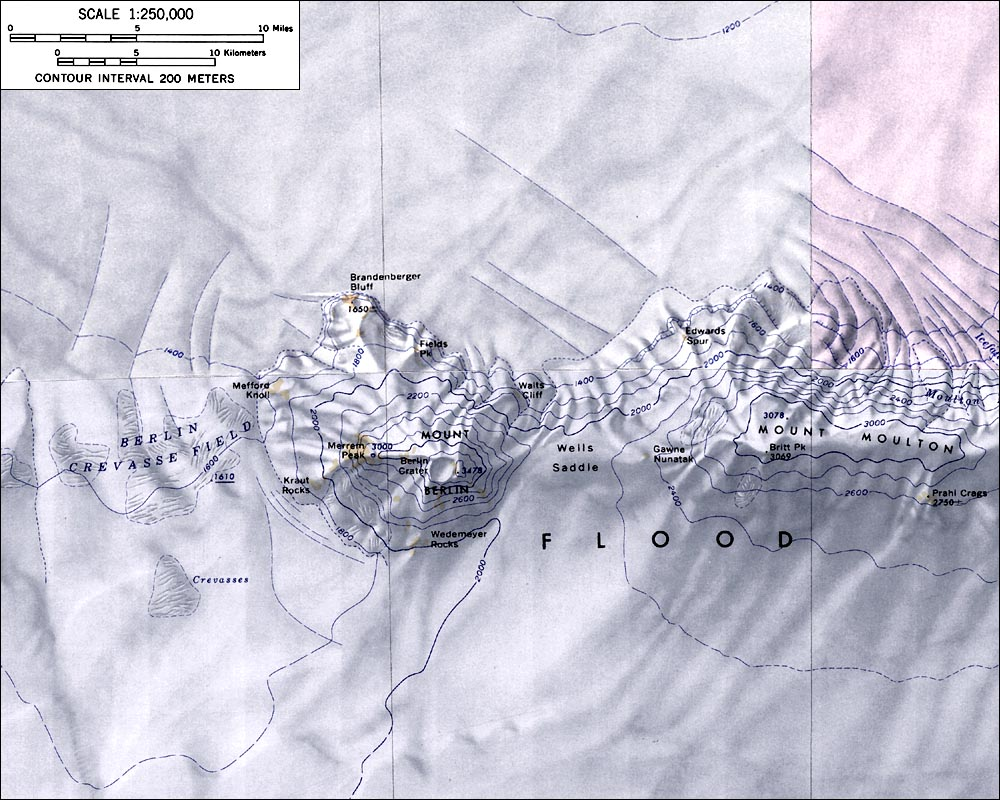
Mapa Mount Berlin i jego otoczenia

Mount Berlin tworzą dwa połączone wulkany tarczowe, Berlin Crater i Merrem Peak, z których każdy posiada u szczytu kalderę szerokości ok. 2 km; są one odległe o 3,5 km. Góra ta stanowi zachodni koniec pasma gór wulkanicznych Flood Range na Ziemi Marii Byrd. Na zachód od niej rozciąga się na przestrzeni ok. 15 km obszar pełen szczelin lodowcowych. Górę tę odkrył Richard Byrd w 1934 roku, jej nazwa upamiętnia Leonarda M. Berlina, który przewodził wyprawie na Mt. Berlin w 1940 roku. Byrd pierwotnie nazwał ją „Mount Hal Flood”, lecz nazwa ta obecnie jest używana w odniesieniu do całego pasma.
Na zachodnim i północnym obrzeżu kaldery Berlin Crater znajdują się czynne fumarole, będące przejawem aktywności geotermalnej tego wulkanu. W zimnym klimacie Antarktydy zamarzająca para tworzy wokół nich charakterystyczne wieże lodowe. Sam krater wypełnia lód.